# Pavel Bohatý
Pavel Bohatý (* 1975) je český klávesista a zpěvák.
Od roku 2006 doposud působí ve skupině Anna K band
Spolupracoval se skupinou Blue Effect na koncertním albu Live (rovněž na DVD Live & Life 1966–2008). Jako host se podílel na albu Ztracený podzim Vladimíra Mišíka a skupiny Etc... z roku 2010 (rovně vystoupil na DVD s názvem Archa + hosté). S Mišíkem pak koncertoval znovu v roce 2012 při výročním turné albu Kuře v hodinkách. a při různých příležitostech se objevuje po jeho boku doposud. Rovněž spolupracoval se skotskou skupinou Nazareth na jejich albu Big Dogz z roku 2011. Na albu hrál na klavír ve skladbě „Butterfly“. V roce 2017 odjel turné se skupinou Sto Zvířat jako klávesista a vokalista.